# Хагстрём, Мортен
Мортен Хагстрём (швед. Mårten Hagström, род. 27 апреля 1971 в Эрншёльдсвик, Швеция) — ритм-гитарист шведской мат-метал-группы Meshuggah. Мортен присоединился к команде после релиза первого альбома, что позволило Йенсу Кидману сконцентрироваться на вокале, уступив своё место в качестве ритм-гитариста новому члену группы. Так же, как и ведущий гитарист Фредрик Тордендаль, известен исполнением довольно сложных гитарных пассажей. Мортен отмечал влияние таких групп и исполнителей, как Rush, Джеймс Хэтфилд, Squarepusher, Autechre, Strapping Young Lad и GISM. Хагстрём вместе с Тордендалем занял 35-е место по версии журнала Guitar World в их списке «100 лучших гитаристов хэви-метала всех времен».
В своих интервью говорил, что начал играть на гитаре в период, когда повсюду была популярна скоростная соло-игра. Вместо этого, Мортен стал придерживаться иного вектора развития: он сконцентрировался на ритме, что в дальнейшем позволило ему придумывать необычные, замысловатые ритм-партии с прогрессивными, скоростными риффами со сложной структурой. Является одним из основателей мат-метала.
Несмотря на то, что соло-гитаристом группы Meshuggah является Фредрик Тордендаль, обязанности по написанию материала коллеги делят поровну. Так, например в композициях «Nebulous» из альбома Nothing, «Acrid Placidity» из альбома Destroy Erase Improve и «Neurotica» из альбома Chaosphere воплощены по большей части идеи Мортена, а в альбоме obZen он и вовсе отказался от роли быть исключительно ритм-гитаристом и исполнил медленные и мелодичные соло в композициях «Electric Red» и «Pravus».

## Оборудование

### Гитара
Основной гитарой Мортена Хагстрёма является кастомный восьмиструнный Ibanez Custom M8M. Предпочитаемая тощина струн 0.9 — 0.70 в строе F#.

### Усилители и педали эффектов
- Fortin Amplifiers «Meshuggah» - кастомные усилители
- Fractal Audio Axe-Fx Ultra (в туре obZen)
- Line 6 Vetta II Head Units
- T.C. Electronic эффекты
- Mesa Boogie .50 Calibre
- Mesa Boogie Dual Rectifier (Destroy Erase Improve и Chaosphere era)
- Line 6 Pod Pro (Nothing, I и Catch Thirtythree)